# Гутман, Игнаций
Игнаций (Исаак) Гутман (14 июля 1900, Лодзь, Петроковская губерния — 24 июня 1972, Холон, Тель-Авивский округ) — архитектор еврейского происхождения из Лодзи, сын Шмуля и Ханны (Ханы), урождённой Ледер.

## Учёба и работа
Окончил архитектурный факультет Варшавского технологического университета .
Он работал в Лодзи примерно с 1935 года, жил в доме, построенном по его собственному проекту на ул. Эромского 61. В 1937—1939 годах он был членом Лодзинского филиала Ассоциации архитекторов Республики Польша SARP. В 1935—1939 гг. на ул. Пётрковской 62 и Гданьской 98 вместе с Люцером (Людвиком) Оли руководили архитектурным бюро "И. Гутман, Л. Оли — Архитекторы"и вместе с ним спроектировал большинство зданий, в том числе модернистские дома на ул. Ф. Жвирки 3 (1936) и Пётрковской 203/205 (1938) для Томашувской фабрики искусственного шёлка.

## Период немецкой оккупации

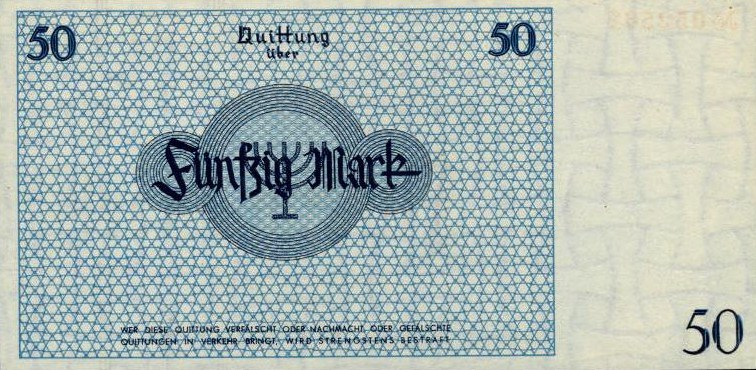
Банкнота достоинством 50 марок из Лодзинского гетто

Во время немецкой оккупации 1939—1945 гг. вместе со своей женой Сабиной (род. 17 сентября 1905 г.), учительницей, и дочерью Моникой (род. 19 января 1932 г.) находился в Лодзинском гетто. Здесь он работал в юденрате (еврейской администрации) гетто начальником Строительного управления. Жил по ул. Житней 5, а затем по ул. Древновской 15. Его работа заключалась в основном в надзоре за сносом домов в гетто по приказу немцев.
Он также сотрудничал с художником-графиком Пинкусом Шварцем  в производстве банкнот для гетто (он сделал их окончательную версию по проекту Ицхака Браунера). Первая партия была напечатана в городе, в типографии Зигмунта Манития (ныне ул. С. Жеромского 87), а с 8 июля 1940 года они стали единственным платёжным средством в гетто.
Во время ликвидации гетто он и его семья были перевезены в концлагерь Освенцим-Биркенау (где его жена и дочь, скорее всего, погибли в газовой камере), а затем вместе с другими мужчинами из Лодзинского гетто в другие концлагеря.

## После Второй мировой войны

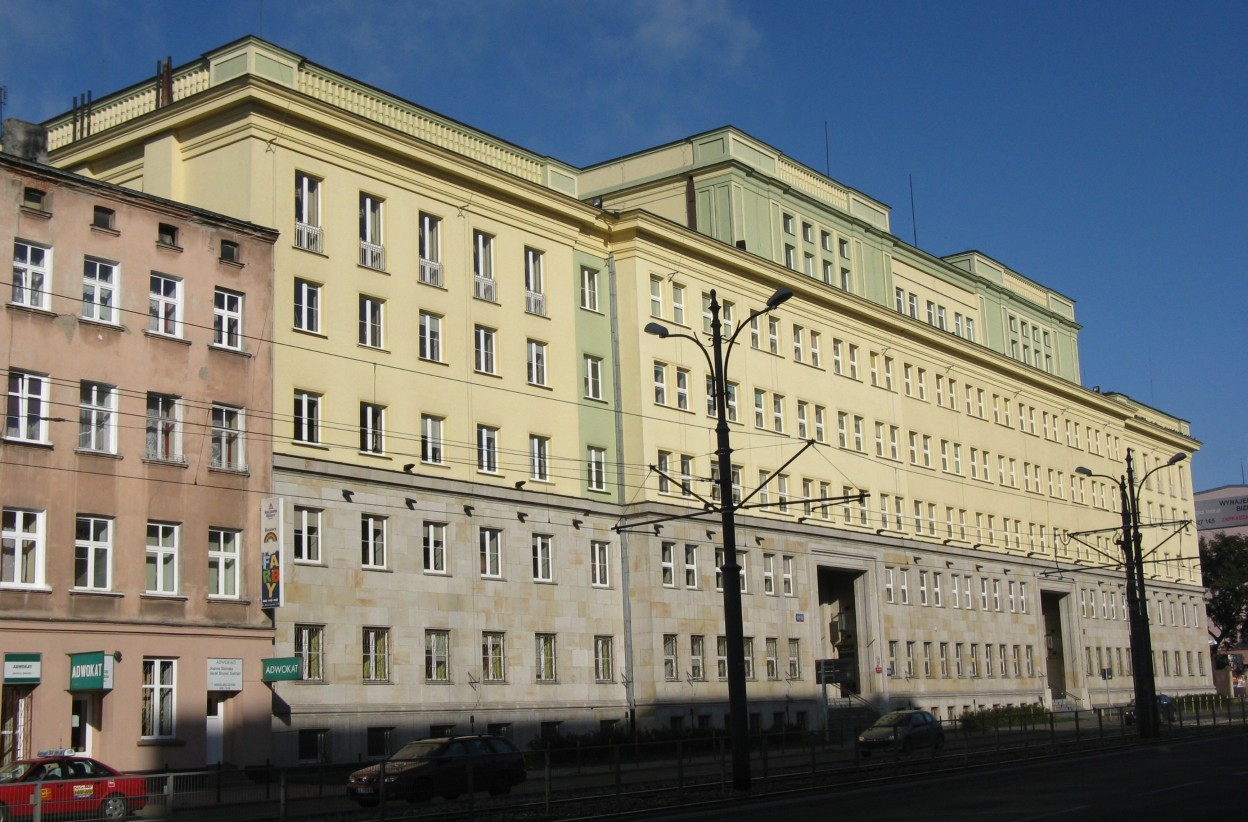
Районный суд Лодзи-Средместье в Лодзи, бывшее здание Губернского комитета Польской объединённой рабочей партии, ал. Т. Костюшко 107/109

После войны он вернулся в Лодзь, где начал работать архитектором в Центральном управлении швейной промышленности и в Городском конструкторском бюро. Он разработал, среди прочего здание Бюро занятости, которое затем было передано Президиуму Городского национального совета, и, наконец, (после преобразований В. Клышевского, Я. Мокшиньского и Э. Вежбинского) было использовано как «Дом партии» (ПОРП) по адресу Т. Костюшко 107/109 (1948—1951), а в настоящее время — районный суд Лодзи-Средместье. Он спроектировал приспособление под офисные помещения зданий бывшей шерстяной фабрики Juliusz Heinzl в задней части здания на ул. Пётрковской 104 (1951—1952) для мэрии; здесь же он спроектировал зал заседаний горсовета.
Он был членом Союза польских художников и дизайнеров.

## Выезд в Израиль
В 1968 году в результате антисемитской кампании, так называемых «Мартовских событий» он уехал в Израиль. Нет точной информации о том, где он жил и чем занимался в Израиле. Вероятно, он продолжал работать по профессии архитектора.
Он умер в 1972 году и был похоронен на кладбище Холон-Бат-Ям недалеко от Тель-Авива, где упокоились многие польские евреи. Его родители были похоронены на еврейском кладбище в Лодзи, на ул. Брацкой.

## Профессиональные достижения в Лодзи
К довоенным достижениям дизайна в Лодзи относятся здания в стиле модерн, спроектированные совместно с Л. Оли:
- ул. Бжежная 8, (1938—1939),
- ул. Гданьска 98, (1934—1936) — резиденция дизайн-студии И. Гутмана и Л. Оли и место жительства Л. Оли,
- ул. Г. Нарутовича 24 (1936—1938) — здание находится глубоко внутри двора,
- ул. Пшеязд 17a, (ныне Ю. Тувима) (1936—1938) — здание, расположенное глубоко внутри двора, в непосредственной близости от парка Г. Сенкевича,
- ул. Загайникова 39а. (сейчас ул. С. Копчинского) (1938—1939),
- ал. Т. Костюшко 45, (ок. 1937 г.),
- ал. Т. Костюшко 46, (1936—1937),
- ал. Т. Костюшко 52. 1936—1938 — фасад с асимметричной композицией с боковым эркером, разделенным вертикальными пилястровыми лентами,
- многоквартирный дом Томашувской фабрики искусственного шелка на ул. Пётрковской 203/205, (1937—1938), отличается большими размерами (построена на двух участках) с симметричной композицией, облицована в цоколе чёрным мрамором, сверху — красным песчаником; Фасад двора облицован белым клинкером, во дворе находится складское и офисное здание, в настоящее время кинотеатр «Чарли»,
- ул. Трембацкая 12, (ныне ул. Университетская), (1936—1938),
- ул. Ф. Жвирки 1d. (1937—1938),
- ул. Ф. Жвирки 3 (ныне 1 с), 1936—1937 гг. — фасады облицованы жёлтым клинкером.